# Friedrich Vogel (Mediziner)
Friedrich Otto Vogel (* 6. März 1925 in Berlin; † 5. August 2006 in Heidelberg) war ein deutscher Humangenetiker. Er prägte 1959 den Begriff Pharmakogenetik. Außerdem trug er maßgeblich dazu bei, dass die deutsche Humangenetik nach dem Zweiten Weltkrieg wieder internationales Ansehen gewann. Seine Forschungsgebiete waren Mutationsforschung, Populationsgenetik, Verhaltensforschung und genetische Familienberatung.

## Leben
Friedrich Vogel begann nach Kriegsdienst und kurzer Kriegsgefangenschaft 1946 an der Berliner Humboldt-Universität mit dem Medizinstudium, das er ab 1948 an der neu gegründeten Freien Universität fortsetzte. Seit 1952 arbeitete er am Max-Planck-Institut für vergleichende Erbbiologie und Erbpathologie. Er war ein Schüler des Zoologen und Genetikers Hans Nachtsheim. 1962 wurde er Direktor des neu gegründeten Instituts für Anthropologie und Humangenetik der Universität Heidelberg, das er bis zu seiner Emeritierung 1993 leitete. Auch danach war Vogel noch als Berater und Buchautor aktiv.

## Leistungen
In seiner Berliner Zeit erforschte Vogel unter anderem die genetischen Grundlagen des Retinoblastoms, einer erblichen Krebserkrankung der Augen. Sein 1961 erschienenes Lehrbuch der allgemeinen Humangenetik war das erste humangenetische Standardwerk in deutscher Sprache. Später beschäftigte er sich mit Mutationsforschung, Populations- und Verhaltensgenetik. Ein wichtiges Forschungsgebiet waren die genetischen Grundlagen des Elektroenzephalogramms. Seit der zweiten Hälfte der 1960er Jahre war er maßgeblich am Aufbau eines Netzes humangenetischer Beratungsstellen in Deutschland beteiligt; zusammen mit Walter Fuhrmann schrieb er das Buch Genetische Familienberatung. 1979 erschien die erste Auflage des 800-seitigen Werkes Human Genetics – Problems and Approaches, das er zusammen mit Arno Motulsky verfasste. Dieses Buch erlebte zu seinen Lebzeiten zwei Neuauflagen (1986 und 1996). Eine von anderen Autoren bearbeitete Neuauflage erschien 2010 unter dem Titel Vogel and Motulsky's Human Genetics – Problems and Approaches und gilt nach wie vor als Standardwerk der Humangenetik. Mit Motulsky war er auch Herausgeber der Zeitschrift Humangenetik im Springer Verlag, die 1964 dort die Zeitschrift für menschliche Vererbungs- und Konstitutionslehre ablöste und seit 1976 Human Genetics heist.
Neben seinen wissenschaftlichen Leistungen war Vogel maßgeblich daran beteiligt, der Humangenetik in Deutschland nach dem Zweiten Weltkrieg zu neuem Ansehen zu verhelfen. In der Zeit des Nationalsozialismus waren mit pseudowissenschaftlicher „genetischer“ Begründung vielfältige Menschenrechtsverletzungen begangen worden (siehe Nationalsozialistische Rassenhygiene). Vogel orientierte sich vorwiegend an der angelsächsischen Humangenetik – 1958 führte ihn ein Forschungsaufenthalt an die University of Michigan in Ann Arbor (USA) – und bemühte sich um ideologiefreie Wissenschaft. Er knüpfte auch Kontakte nach Indien, Japan und in die Sowjetunion. Ein Höhepunkt seiner Laufbahn war das Jahr 1986, als unter seiner Federführung der Internationale Kongress für Humangenetik in Berlin stattfand. Es war seit dem Zweiten Weltkrieg das erste Mal, dass dieses weltweite Humangenetikertreffen in Deutschland abgehalten wurde, und damit ein Zeichen, dass die deutsche Humangenetik ihr internationales Ansehen wiedererlangt hatte.

## Ehrungen
Für seine wissenschaftlichen Arbeiten erhielt Vogel 1965 den Michael-Preis der Stiftung Michael und 1966 den Hans-Berger-Preis der Deutschen Gesellschaft für Klinische Neurophysiologie und Funktionelle Bildgebung, 1988 die Ehrendoktorwürde der Freien Universität Berlin, 1994 die Jacob-Henle-Medaille und 2003 zusammen mit Arno Motulsky die GfH-Ehrenmedaille der Deutschen Gesellschaft für Humangenetik verliehen. Außerdem war Vogel Träger des Bundesverdienstkreuzes. 1973 wurde er zum Mitglied der Leopoldina gewählt.
Seit 1989 war er Mitglied der Heidelberger Akademie der Wissenschaften.

## Schriften
- Lehrbuch der allgemeinen Humangenetik. Berlin / Göttingen / Heidelberg 1961.
- Genetische Familienberatung. Berlin / Heidelberg / New York 1968.
- mit P. Propping: Ist unser Schicksal mitgeboren? Berlin 1981.
- mit Arno Motulsky: Human Genetics – Problems and Approaches. Berlin / Heidelberg / New York 1979, ISBN 3-540-09459-8.